# Giardino Ducale Nicola e Luigi Sorricchio
Il Giardino Ducale Nicola e Luigi Sorricchio è un giardino storico situato nel centro di Atri, comune della provincia di Teramo, nella regione Abruzzo. Il sito fa parte del complesso architettonico di Palazzo Sorricchio ed è considerato di rilevanza storica e archeologica per la sua associazione con le epoche romana e ducale della città di Atri.

## Storia

### Origini romane
L’area attualmente occupata dal giardino è ritenuta parte del nucleo urbano originario dell’antica Hatria in epoca romana. I ritrovamenti archeologici indicano la vicinanza con le terme romane, resti delle quali sono conservati al di sotto dell’attuale Palazzo Ducale. Secondo alcune interpretazioni storiche, nelle immediate vicinanze avrebbe potuto sorgere anche un ginnasio, a conferma del ruolo dell’area come centro della vita civica, sociale e igienica dell’insediamento romano.

### Epoca ducale
Durante il periodo della dominazione ducale ad Atri, l’area del giardino subì una trasformazione significativa. Essa venne associata alla corte dei Duchi di Atri, i quali, secondo la documentazione storica, utilizzavano lo spazio per l’addestramento di cavalli destinati a funzioni cerimoniali e, forse, militari. Questa fase segnò un cambiamento nella funzione del giardino, che da luogo civico divenne uno spazio a uso rappresentativo e utilitario legato alla famiglia ducale.

### Modifiche rinascimentali
Entro la fine del Rinascimento, si ritiene che lo spazio abbia acquisito caratteristiche tipiche del giardino all’italiana. Tra queste si annoverano schemi geometrici, elementi ornamentali e giochi d’acqua, in linea con i canoni estetici dell’epoca. Il giardino assunse così una duplice funzione, ricreativa e simbolica, rispecchiando il gusto e le consuetudini sociali dell’aristocrazia locale.

### Acquisizione da parte della famiglia Sorricchio
In seguito al declino dell’amministrazione ducale, il giardino perse la sua funzione originaria legata alla corte. Fu quindi acquisito dallo storico Nicola Sorricchio, che lo integrò al vicino Palazzo Sorricchio. L’edificio divenne successivamente dimora di Luigi Sorricchio, anch’egli storico e discendente di Nicola, il quale descrisse il giardino nella sua opera Hatria = Atri: contributo archeologico e storico, contribuendo così alla conservazione della memoria storica del sito.

## Utilizzo attuale
Nel XXI secolo il giardino è di proprietà della società Hadrianum S.r.l., una realtà privata. Il sito è stato reso accessibile al pubblico ed è talvolta utilizzato per iniziative culturali volte alla valorizzazione del patrimonio storico e artistico della città di Atri. Tali attività rientrano in un più ampio programma locale di tutela e promozione del territorio.